# Salvagnac
Salvagnac är en kommun i departementet Tarn i regionen Occitanien i södra Frankrike. Kommunen ligger i kantonen Salvagnac som tillhör arrondissementet Albi. År 2022 hade Salvagnac 1 236 invånare.

## Befolkningsutveckling
Antalet invånare i kommunen Salvagnac
| Referens: INSEE |